# Caleta Hornos (Chile)
Caleta Hornos o Los Hornos es una localidad chilena perteneciente a la comuna de La Higuera, ubicada 36 km al norte de La Serena, región de Coquimbo. Este pueblo es la entrada sur de la comuna y se encuentra al borde la ruta 5 Panamericana Arica-La Serena.
La localidad, cuenta con una sinuosa calle principal y dos playas: Los Hornos y La Despensa, situadas a unos 200 m de distancia. A partir de 2012 comenzó a concretarse un nuevo muelle y otras obras complementarias para potenciar el atractivo turístico de esta caleta.

## Historia
Desde tiempos prehistóricos los ecosistemas ubicados en Caleta Hornos y Quebrada Honda han sido aprovechados por grupos humanos para aprovechar los recursos disponibles, como caza, recolección agricultura y pesca. Evidencias permiten establecer que desde el año cero la costa eran ocupados por grupos arcaicos, los cuales, hacia el 245 d. C. se mezclan con grupos raciales provenientes del área andina que traen entre otros elementos culturales, la deformación del cráneo y que representan el denominado periodo Pre-Molle. De hecho, se han descubierto osamentas humanas presumiblemente del Arcaico Tardío.
Posteriormente, los Molles y los Diaguitas dejan sus huellas tanto en la costa, como al interior de las quebradas, que les proveían de agua dulce, madera, cotos de caza, etc. El descubrimiento de sepulturas y piedras tacitas transportables en El Maray y Corral de Piedra y los extensos conchales con evidencia Diaguita en la Caleta Hornos y El Molle, hacen de este una zona perteneciente a las épocas más antiguas de la prehistoria chilena.
Luego que los conquistadores españoles se adueñan de las tierras de Chile, lugares como El Arrayán, Los Hornos, Quebrada Honda, Yerbas Buenas, cuesta de Buenos Aires, etc., son consideradas como “Tierras Bacas”, de poca utilidad y se transforman en las actuales estancias.
Dichas tierras con el tiempo pasan a manos de los Jesuitas, quienes en 1688, proceden a vender un “pedazo de Tierra” a Bernabé López y que consideró el asentamiento de Los Hornos y Quebrada Honda.
Se hizo habitual en el siglo XVII, que barcos de origen inglés y francés introdujeran productos suntuarios, lo que eran pagados en oro, plata o cobre.
En el empadronamiento ordenado por la Monarquía Española el año 1738, se informa de la existencia de la Estancia Quebrada Honda, la que era explotada por los hermanos Justo y Pedro Marín, quienes arrendaban a la viuda Teresa Sandón y que al momento del empadronamiento tenían un total de 100 vacas, 200 ovejas, 200 cabras, 8 caballos y 30 yeguas. Además en este empadronamiento se hace una relación del inicio de las explotaciones auríferas en el Mineral de El Potrero, el cual junto a Draguito y Toro se conocieron genéricamente como “Mineral de Quebrada Honda”, el cual se explotó activamente hasta 1798.
En 1841, inicia las faenas el Mineral de cobre de La Higuera y posteriormente se construye y pone en marcha las fundición de Totoralillo Norte. Toda la mecánica que estas actividades fueron relevantes para el desarrollo de esta quebrada, en la que se instalaron un sinnúmero de familias, desde la línea costera, hasta los sectores más septentrionales cuyas actividades se centraron en la minería del cobre, plata y oro, ganadería de ganado menor y agricultura.
Es a mediados del siglo XIX que se originan las construcciones de El Maray, en donde se aprecia la tradicional planta arquitectónica tradicional campesina, con la casa patronal y junto a ella la capilla y otras construcciones anexas, como cocina y bodega. Además, en diferentes lugares se pueden observar los restos de las antiguas construcciones vernaculares, construidas en pirca y quincha, con techos de totora, en donde se suma el horno y la cocina separados de las habitaciones y con el corral adosado.
El calamitoso estado del camino que unía a La Serena con La Higuera, que se repetía con los caminos que unían el mineral con Totoralillo y por extensión, afectó directamente a la población que habitaba Caleta Hornos y Quebrada Honda en su devenir normal a los centros mencionados, en donde podían comerciar sus productos, ya sea pesqueros, agrícolas, ganaderos, minerales y metalúrgicos y para abastecerse de materias primas y de los productos alimenticios que no podían producir.
Los hitos relevantes del siglo XX en el área, fue el término del esplendor de La Higuera en los inicios del 1900 lo que trajo la emigración de la mayoría de la población; y posteriormente la construcción de la carretera Panamericana que impacta profundamente al permitir el acceso más expedito al traslado de las personas desde o hacia los centros urbanos. Además de la explotación del mineral de hierro de El Tofo, el cual creó una verdadera cultura de identidad que se mantiene a la fecha.

## Economía
La principal actividad económica es la pesca y extracción de mariscos.

## Clima
Su clima es desértico y costero con una nubosidad abundante.

## Turismo
La principal actividad turística que se puede practicar en la localidad es la pesca deportiva de orilla y de roca, ofreciendo al turista una buena diversidad de especies como pejesapo, apañado y lenguado.
La iglesia San Pedro esta sobre un acantilado cercano a su playa. Al finalizar este poblado se encuentra el muelle de concreto; en sus cercanías se ubica una pequeña fábrica procesadora de productos del mar. A metros de ella existe un cementerio indígena que aún resguarda restos arqueológicos, aun cuando ha sido prácticamente devastado por el hombre.
A metros se ubica un varadero de botes, su playa más cercana es de regular tamaño de arenas oscuras y pedregosas, donde se pueden tomas baños de sol y mar.
Se pueden realizar actividades de playa, baños de mar y sol, pesca deportiva de orilla, embarcado y escollera capturándose corvina y lenguado, fotografías de ruinas y vestigios mineros, centros de interés culturales, visitas a la antigua red ferroviaria.

### Paseo náutico
Caleta Hornos ofrece la posibilidad de realizar paseos náuticos a las islas e islotes adyacentes como Los Pájaros y Trigo. El trayecto se hace en una moderna embarcación de fibra de vidrio con capacidad para 16 personas. Se observa una rica fauna, con pingüinos de Humboldt, cormoranes, gaviotines, ocasionalmente acompañados de delfines y ballenas.

### Sendero arqueológico
La exploración del antiguo sendero del borde costero hacia el Valle del Sol es un sorprendente sector de tribus arcaicas, poseedor de conchales, cementerios y refugios utilizados por los primeros pescadores del lugar. En él se pueden conocer inhóspitos sitios con exuberante flora de cactus y arbustos endémicos de la costa y aves marinas tanto de tierra como de mar. Al final del tour se llega a uno de los principales asentamientos indígenas del lugar, visitando un refugio donde la tradición local habla de una cueva utilizada como escondite por piratas.

### Pesca
Otro de los panoramas turísticos es vivir en primera personas la actividad pesquera se realiza en la zona. Tiene varias modalidades, la primera de ellas consiste en ir con los pescadores a “levantar” la red. Otra opción es la pesca con caña, donde la idea es enseñarles a los turistas a pescar.

### Buceo
Si lo que busca es vivir experiencias únicas, Caleta Hornos ofrecen la posibilidad de bucear. Los turistas pueden arrendar un equipo de buceo, que incluye traje, aletas y máscaras, y zambullirse en el mar. 